# Cold turkey
Cold turkey (CT) innebär att man slutar med en beroendeframkallande drog rakt av, utan nedtrappning, vilket gör att abstinensbesvären blir mycket intensivare och risken för återfall därför är större när man mår som sämst.
Ett nedtrappningsschema är att föredra om man skall sluta med till exempel droger som opioider eller bensodiazepiner. Det underlättar inte bara den fysiska aspekten av avtändningen utan minskar också risken för återfall.
GABA-droger skall man aldrig försöka sluta med CT, då det kan leda till livshotande symptom så som kramper, epilepsianfall, svår ångest, självmordstankar, delirium, psykoser och hallucinationer. Man bör istället söka läkarhjälp.
Droger som påverkar GABA är:
- Etanol
- Barbiturater
- Bensodiazepiner
- GHB
  - GBL (som bryts ned till GHB)
  - 1,4-butandiol (som bryts ned till GHB)